# Тео ван Гог (режисьор)
Тео ван Гог (нидерл. Theo (Theodoor) van Gogh) (23 юли, 1957 – 2 ноември, 2004 г.) е холандски филмов режисьор, телевизионен продуцент, публицист и актьор. Потомък е на брата на известния холандски художник Винсент ван Гог. Убит е през 2004 г. от Мохамед Буйери.

## Живот
Ван Гог е роден в Хага. Негов прадядо е търговецът на картини Тео ван Гог, брат на Винсент ван Гог. Брат му, Йохан ван Гог, е бил член на холандските тайни служби (Обща служба за разузнаване и сигурност (ОСРС, AIVD), наричана по онова време „Служба за вътрешна сигурност“ (СВС, BVD)). След като прекъсва обучението си по право, той става сценичен мениджър. Неговата страст, обявена от самия него, е правенето на филми и той дебютира като режисьор с филма „Люгер“ (Luger) (1981). Получава „Златен телец“ (холандския еквивалент на „Оскар“ за „Сляпа среща“ (Blind date) (1996) и „В интерес на държавата“ (In het belang van de staat) (1997). За последния филм получава и „Свидетелство за заслуги“ (Certificate of Merit) от Международния филмов фестивал в Сан Франциско. Като актьор играе в продукцията „Северняците“ (De noorderlingen) (1992). След това работи в телевизията и пише провокативни колони за „Метро“ и други вестници.
Ван Гог е писател на полемична проза. Поради често агресивния си тон и личните си ненависти той е въвлечен в няколко публични съдебни процеса срещу други писатели и обществени фигури и е уволнен като колумнист в няколко списания и периодични издания едно след друго, което го принуждава да търси подслон на собствения си уеб-сайт „Здравият пушач“ (De Gezonde Roker). Това е и заглавието на една от книгите му и е алюзия към верижното пушене, с което е известен и към „политически коректната“ отрицателна нагласа към пушенето в обществото. Общо взето, ван Гиг има силно нихилистичен поглед върху живота, демонстриран с периоди на тежко пиянство, открито използване на кокаин и циничен поглед върху любовните отношения. (По-късно той започва да живее по-здравословно заради сина си.)
Въпреки че външно се наслаждава на живота си, той казва, че няма нищо против да умре, ако не е неговият малък син, Люве ван Гог. Последната му книга (2003) е „Аллах знае най-добре“ (Allah weet het best), в която в типичния си циничен подигравателен тон той представя възгледите си за исляма. Той е известен критик на исляма, особено след атентатите от 11 септември 2001. Ван Гог подкрепя номинацията на либералната (преди член на Партията на труда), родена в Сомалия, феминистка и политик Аян Хирси Али за холандския парламент.

## Политически възгледи
Ван Гог е член на холандското републиканско общество „Republikeins Genootschap“, което се бори за премахване на холандската монархия, и е приятел и поддръжник на спорната фигура на холандската политическа сцена Пим Фортойн, който е убит през 2002 г. Той е и непоколебим поддръжник на нападението над Ирак от 2003 г., въпреки че променя нагласата си в по-неутрална през 2004 г.

## Спорни изказвания
Въпреки че Тео ван Гог е познат като приветлив, толерантен характер като личност, през 1980-те години той става вестникарски колумнист и през годините използва колоните си, за да излива гнева си към политици, актьори, филмови режисьори, писатели и други хора, които смята за част от „върхушката“.
Той си навлича гнева на водещи представители на еврейската общност, като прави коментари за това, което вижда като еврейска загриженост относно Аушвиц. Следващият цитат от негово интервю в списание от 1991 г. е типичен пример за такъв коментар. Ван Гог описва „миризма на карамел“, изказвайки се, че „днес горят само евреи-диабетици.“ Когато е критикуван от еврейския историк Евелин Ганс, той пише в списанието „Folia Civitatis“: „Подозирам, че г-ца Ганс получава мокри сънища, че я клеца д-р Менгеле.“ Той изразява и желание тя да го съди, така че да трябва да обясни на съда защо забележките му са лъжливи.
Ван Гог отхвърля всяка форма на религия. В късните 1990 години той започва да се съсредоточава върху исляма. Предизвиква широко негодувание в мюсюлманската общност, наричайки ги последователно „geitenneukers“ (козоебачи). Въпреки че не е ясно дали Ван Гог всъщност е изковал термина „geitenneukers“, той определено го е популяризирал. Той чувства силно, че политическият ислям е увеличаваща се заплаха за либералните западни общества и казва, че, ако би бил по-млад, би емигрирал в САЩ, които той смята за маяк в един потъмняващ свят.
Един от малкото политици, които изглеждат заобикаляни от критиките на ван Гог, е консервативният лидер Пим Фортойн, убит през 2002 г. Ван Гог обикновено го нарича „прекрасният гологлавец.“ След смъртта на Фортойн ван Гог продължава да атакува останалите членове на листата „Пим Фортойн“, както атакува останалите политици. Оттогава нататък негов политически идол е Аян Хирси Али.

## Филмът на ван Гог „Submission“ („Подчинение“)
Работейки със сценарий, написан от Аян Хирси Али, ван Гог създава 10-минутния филм „Submission.“ Филмът се занимава с темата за насилието срещу жените в ислямските общества, разказвайки историите на четири малтретирани мюсюлманки. Самото заглавие „Submission“ е превод на думата „ислям“ на английски език. Във филма голите тела на жените, коленичили в молитвена поза и разказващи историите си, все едно че говорят на Аллах, са покрити с полупрозрачни савани. По телата им на арабски език са изписани стихове от Корана, неблагоприятни за жените. След излизането на филма през 2004 г. и ван Гог, и Хирси Али получават смъртни заплахи. Ван Гог не ги приема много сериозно и отказва всякаква защита, според сведенията казвайки на Хирси Али: „Кой би искал да убие градския идиот?“
На 2 ноември 2004 г. ван Гог е застрелян и убит от Мохамед Буйери.